# Epeorus metlacensis
Epeorus metlacensis är en dagsländeart som beskrevs av Jay R. Traver 1964. Epeorus metlacensis ingår i släktet Epeorus och familjen forsdagsländor. Inga underarter finns listade i Catalogue of Life.